# یواس‌سی و جی‌اس مچلس
یواس‌سی و جی‌اس مچلس (به انگلیسی: USC&GS Matchless) یک کشتی بود که طول آن ۹۹٫۶ فوت (۳۰٫۴ متر) بود. این کشتی در سال ۱۸۵۹ ساخته شد.